# یوگی اییاما
یوگی اییاما (ژاپنی: 飯山 悠吾؛ زادهٔ ۶ مارس ۱۹۸۶) یک بازیکن فوتبال اهل ژاپن است.
از باشگاه‌هایی که در آن بازی کرده‌است می‌توان به باشگاه فوتبال ایواته گرولا موریوکا اشاره کرد.